# RVL Aviation
RVL Aviation est une compagnie aérienne basée à East Midlands Airport, au Royaume-Uni. Elle est associée à RVL Survey, qui fait partie du groupe RVL.
RVL Aviation Limited est titulaire d’une licence d’exploitation de type A de l'aviation civile du Royaume-Uni, et elle est autorisée à transporter des passagers, du fret et du courrier à bord d'aéronefs de 20 sièges ou plus.

## Historique

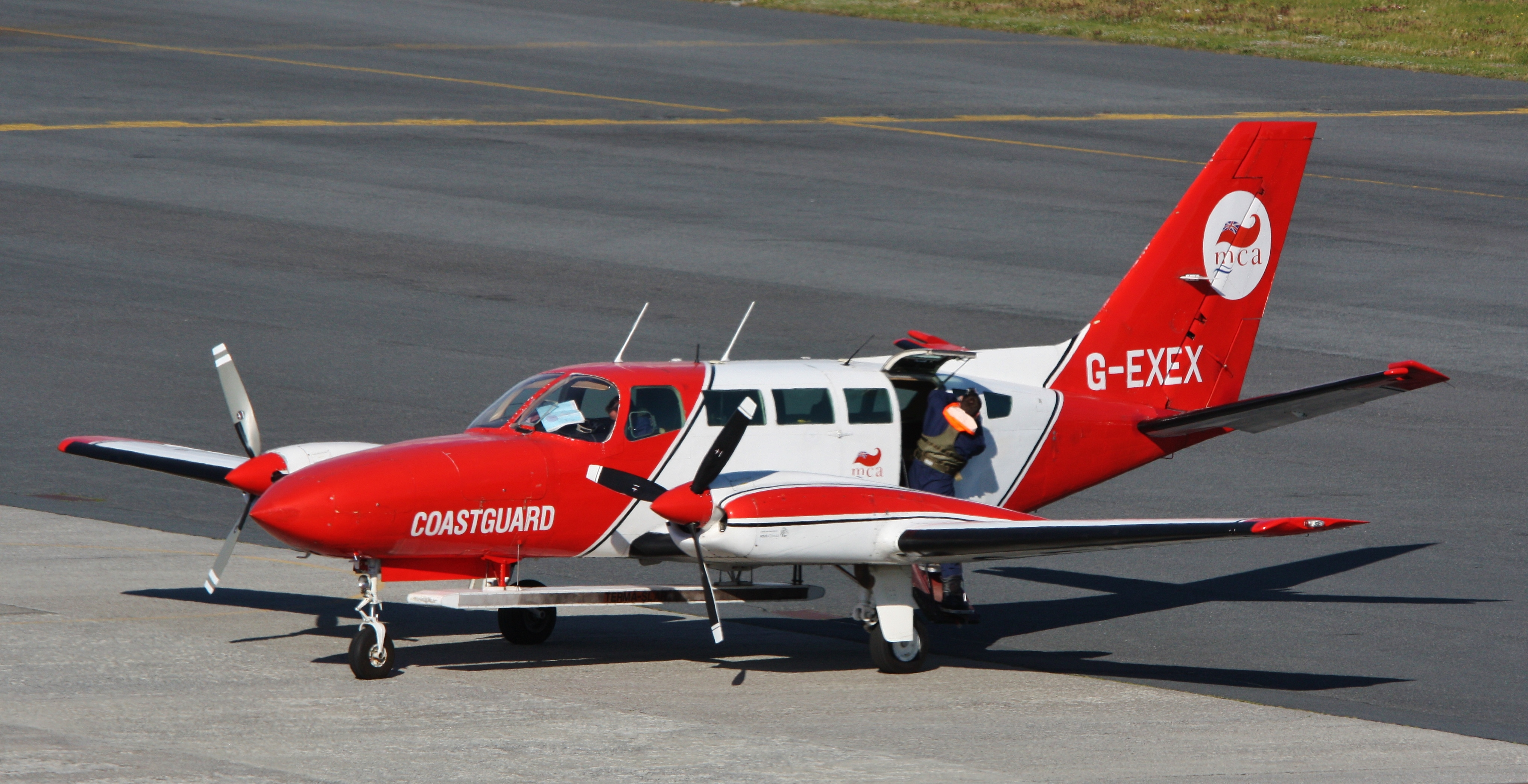
Un Cessna 404 de RVL Aviation à l'aéroport de Sumburgh. L’avion est exploité dans un rôle de surveillance pour la Maritime and Coastguard Agency.

La société a été créée en 1985 sous le nom de Atlantic Air Transport et a été renommée RVL Aviation en avril 2007, lorsque certaines parties de l'ancien groupe Air Atlantique sont devenues des activités indépendantes.
La société a commencé à délocaliser son activité principale de l'aéroport de Coventry (en) à l'aéroport d'East Midlands à l'automne 2010. Après la construction d'un nouveau hangar en octobre 2011, elle a fermé sa base périphérique de Blackpool à la fin de 2011.
Outre les vols passagers et fret, la société est spécialisée dans les sauvetages aériens et la surveillance, et en particulier dans les opérations de la Maritime and Coastguard Agency (MCA). Les travaux pour la MCA comprennent des activités de surveillance et de soutien en matière de recherche et de sauvetage, ainsi que la mise à disposition d'aéronefs pour la pulvérisation de dispersant dans les déversements d'hydrocarbures. Utilisant à l'origine une flotte d'aéronefs Douglas DC-3 à moteur à piston, la société a l'intention d'utiliser le Boeing 737 dans le rôle de pulvérisation d'urgence.

## Flotte
RVL Aviation possède et exploite les aéronefs suivants :
- 1 x Boeing 737-400
- 4 x Cessna 404 Titan
- 6 x Reims-Cessna F 406
- 4 x Cessna 310
- 1 x Cessna 402